# Лисице (филм)
Лисице је југословенски филм из 1970. године који је добио награду Златна арена.

## Радња
Далматинска Загора 1948, време је непосредно након резолуције Информбироа. Четрдесетогодишњи Анте жени се с много млађом Вишњом, а на свадбу му бану двојица удбаша, очито са задатком да неког ухапсе, но нико не зна кога. Младожењин кум је локални политички моћник Андрија, који не показује страх од придошлица. Док свадба траје, напетост све више расте...

## Улоге
| Глумац            | Улога   |
| ----------------- | ------- |
| Фабијан Шоваговић | Анте    |
| Адем Чејван       | Андрија |
| Јагода Калопер    | Вишња   |
| Ивица Видовић     | Муса    |
| Бранко Шпољар     | Учитељ  |
| Едо Перочевић     | Балетић |
| Фахро Коњхоџић    | Ћазим   |
| Илија Ивезић      | Крешо   |
| Заим Музаферија   |         |
| Златко Мадунић    |         |
| Рикард Брзеска    |         |

## Награде
- На фестивалу у Пули "Лисице" су награђене Великом златном ареном за најбољи филм, Златном ареном за режију те Сребрним аренама за глумицу и глумца.[2][3]
- Пула 70' - Награда Септима друштва хрватских критичара[2]
- Ниш 70' - Царица Теодора, 1. награда за главну женску улогу Јагоди Калопер; Цар Константин, 1. награда за главну мушку улогу Фабијану Шоваговићу[2]
- Чикаго 70' - Сребрни Хуго[2]